# Johann Bertram Arnold von Rappard
Johann Bertram von Rappard (Taufeintrag: Rappardus) (* 24. Juli 1708 in Kleve; † 21. März 1774 in Kleve) war preußischer Kriegs- und Domänenrat und Unternehmer im Salzwesen.

## Herkunft
Seine Eltern waren Heinrich Wilhelm Rappard (1681–1747) und dessen Ehefrau Maria Susanna ter Schmitten (ter Smitten) (ca. 1688–1741). Der Vater wurde 1737 vom preußischen König in den Adelsstand erhoben. In der Würdigung der Verdienste der Familienmitglieder wird die Familie von Johann Bertram von Rappard erwähnt und das Wappen beschrieben.
Sein Bruder Conrad Gerhard (1715–1779) war Kriegsdomänenrat in Minden, sein Onkel Friedrich Wilhelm (1699–1758) war Rendant in Kleve.
Die Familie war evangelisch-reformierter Konfession.

## Werdegang
Er schrieb sich am 8. Mai 1726 zum Studium in Marburg ein und am 21. Februar 1729 für die Jurisprudenz in Halle. 1734 erfolgte die Bestallung als Kriegs- und Domänenrat in Kleve. Er heiratete 1736 und unterbreitete 1749 zusammen mit seinem Bruder in Minden verschiedene Vorschläge zur Verbesserung der inländischen Salinen. Er starb im Alter von 65 Jahren.

## Salzwerk in Unna
1750 pachtete er als Dezernent für das Salzwesen bei der klevischen Kriegs- und Domänenkammer mit dem märkischen Freiherrn Friedrich Ludolph von Torck von Nordherringen (1709–ca. 1787) die Saline Königsborn in Unna.  Sie investierten knapp 20.000 Taler, um das Werk technisch auf den neuesten Stand zu bringen. Sie steigerten die Produktion erheblich, so dass sogar noch Salz exportiert werden konnte. Dabei spielte der Einsatz von Kohle und Wasserkraft eine große Rolle. Immer wieder führte Kohlemangel zur Unterbrechung der Salzproduktion. Die Saline Königsborn nahm gegen Ende des 18. Jahrhunderts nach ihrer Produktion und Wertschöpfung den dritten Rang unter allen Salzwerken im Königreich Preußen ein. Die beiden Unnaer Unternehmer wollten um 1750 auch ein Salzwerk im Gebiet des heutigen Bad Oeynhausen errichten.
1751 übertrug der preußische König Friedrich der Große ihnen (und nicht Valentin von Massow, dem preußischen Kammerpräsidenten in Minden) die Erbauung der Saline und die Einrichtung des Siedebetriebs des Salzwerks in Mellbergen/Rehme bei Minden. Dies führte allerdings zu großen Konflikten, bis Rappard 1766 endgültig von dieser Aufgabe zurücktrat.

## Ehe und Nachkommen
Er heiratete am 20. Oktober 1736 Sophia Helena Cornelia Wijnen [Wynen] (1719–1771). Sie hatten 17 Kinder, von denen 9 das Erwachsenenalter erreichten:
- Jakob Gerhard von Rappard (1737–1805)
- Wilhelm Heinrich Alexander Rappard (1738–1756)
- Johann Konrad von Rappard (1740–1810)
- Jakoba Helena Hubertina Rappard (1741–1742)
- Susanna Maria Rappard (1743–1758)
- Bertram Johann Ernst von Rappard (1744–1805)
- Johann Eberhard Adolf von Rappard (1749–1835)
- Frederike Wilhelmine von Rappard (1756–)
- Wilhelm von Rappard (1758–)
- Franz Heinrich Johann von Rappard (1759–1822), Geheimer Kriegsrat, Kommissar für den klevischen Landtag, Regierungsrat in Aachen
- Sophia Helena Cornelia (Sophie) von Rappard (1763–1816)